# Castello di Berat
Il castello di Berat (in albanese Kalaja e Beratit), denominato anche Cittadella di Berat e quartiere del castello, è una fortezza che domina la città di Berat, in Albania. Risale principalmente al XIII secolo e comprende molte chiese bizantine e moschee ottomane. È costruito su un colle roccioso sulla sponda sinistra del fiume Osum ed è accessibile solo da sud. Si trova a 229 metri sul livello del mare.

## Storia

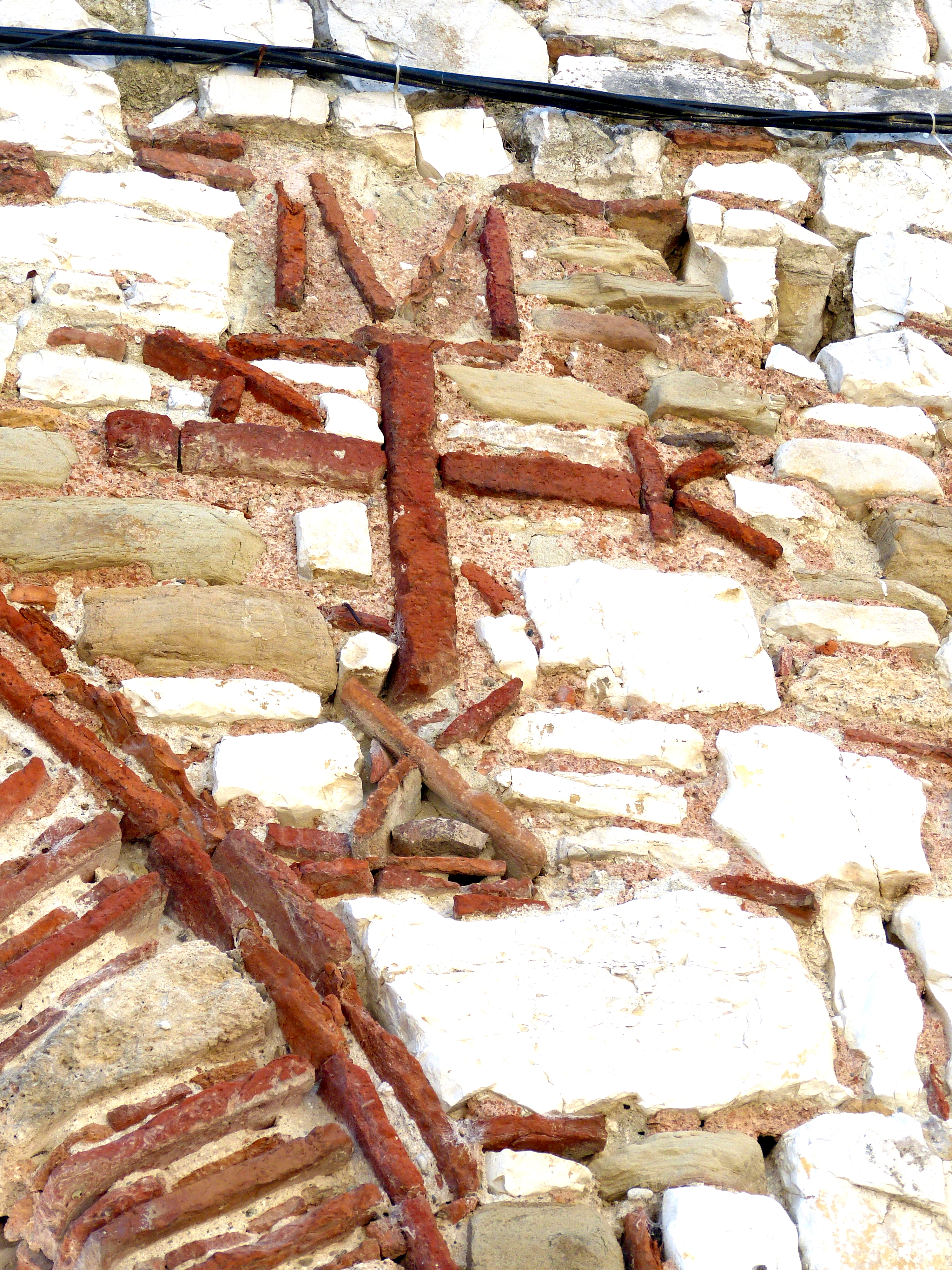
Monogramma di Michele I sulle mura del castello

Dopo essere state incendiate dai Romani nel 200 a.C., le mura furono rafforzate nel V secolo sotto l'imperatore romano Teodosio II per proteggerle dalle invasioni barbariche nei Balcani. Successivamente furono ricostruite nel VI secolo sotto l'imperatore Giustiniano I e nuovamente nel XIII secolo sotto il despota dell'Epiro Michele I Comneno Doukas, cugino dell'imperatore bizantino Isacco II Angelo. Di quest'ultima fase storica può essere visto un monogramma formato da mattoni rossi incastonati in un muro del castello. Il castello fu sotto il dominio di Giovanni Comneno Asen a metà del XIV secolo. L'ingresso principale, sul lato nord, è difeso da un cortile fortificato e vi sono tre ingressi minori.

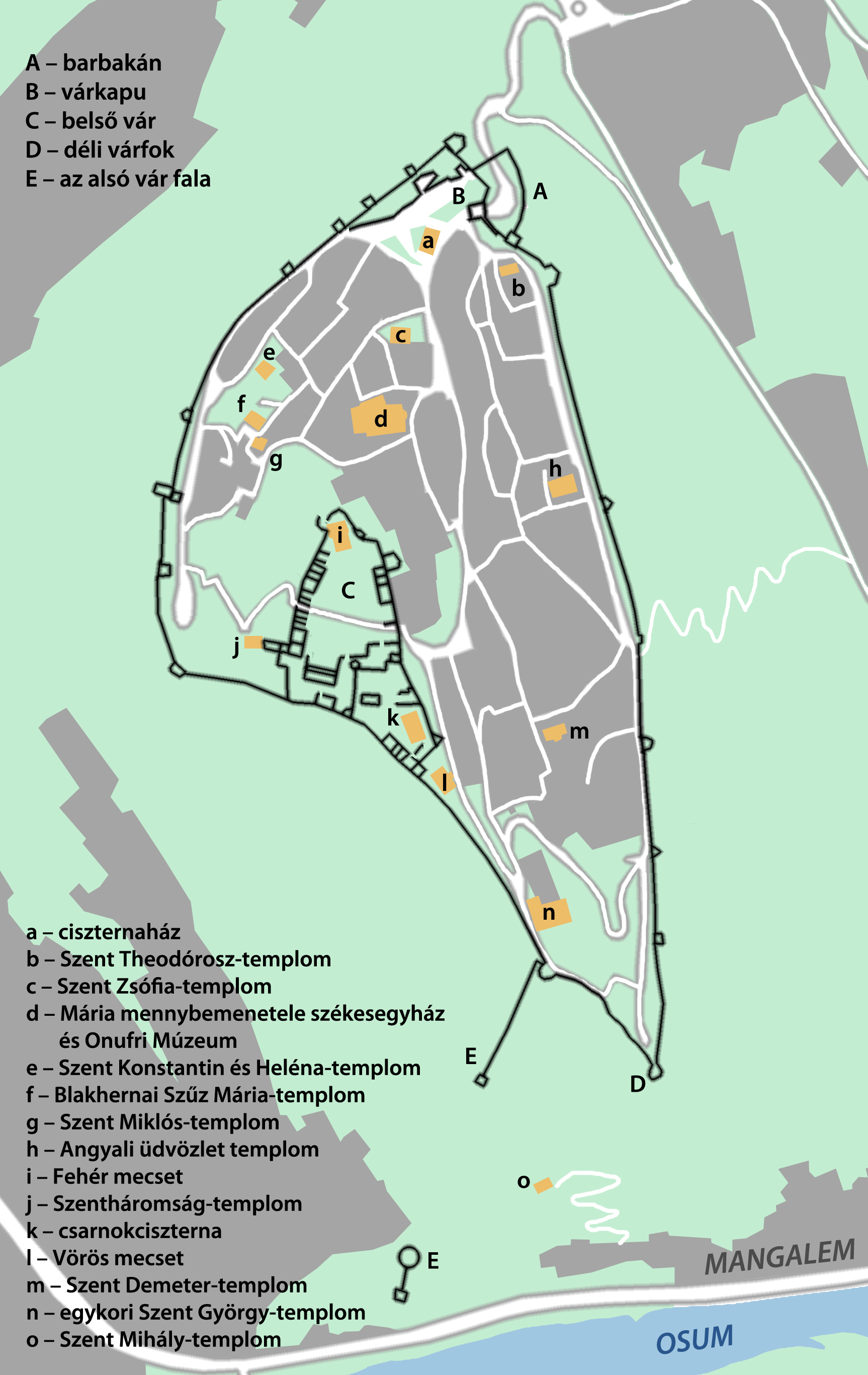
Mappa del castello

La fortezza di Berat nel suo stato attuale, anche se notevolmente danneggiato, presenta una veduta magnifica. La superficie racchiusa permetteva di ospitare una parte considerevole degli abitanti delle città. Gli edifici all'interno della fortezza furono costruiti nel corso del XIII secolo e per la loro caratteristica architettonica sono conservati come monumenti culturali. La popolazione della fortezza era cristiana e contava circa 20 chiese (la maggior parte costruite nel XIII secolo) e una sola moschea, ad uso della guarnigione turca (di cui sopravvivono solo poche rovine e la base del minareto). Le chiese della fortezza furono danneggiate nel corso degli anni e ne sono rimaste solo alcune.
Il castello è monumento protetto con il numero XX0064 dal 1948.
Il castello di Berat è raffigurato sulle monete da 10 lekë albanesi emesse nel 1996, nel 2000 e nel 2013.